# Acétate d'hexyle
L'acétate d'hexyle ou éthanoate d'héxyle est l'ester de l'acide acétique (acide éthanoïque) avec l'hexanol et de formule semi-développée CH3COO(CH2)5CH3. Il est utilisé principalement comme solvant pour résines, polymères, graisses et huiles. C'est également un additif pour peinture pour améliorer la dispersion de la peinture sur une surface. Cet ester est aussi employé comme arôme notamment dans des compositions fruités et est présent dans l'odeur de nombreux fruits et boissons alcoolisées.